# EDHEC経営大学院
ノール高等商業学校（仏: École des hautes études commerciales du Nord）またはEDHEC経営大学院（EDHEC Business School）は、フランスの高等商業学校。欧州随一のビジネススクールとして知られる。1906年に仏北部のリールで創立され、1951年に現校名に改称した。
近年金融分野に関してはFT2017ランキングで世界1位である。EQUIS、AMBA、AACSBの3団体より認定を受ける世界に73校しかないビジネススクールの一つ（全ビジネススクールの1%）。

## ランキング
-MSc in Finance-
フィナンシャル・タイムズ(2017年)
世界1位にランクインした。
　参考：米MIT：5位、英オックスフォード大学：11位　　　
-Master in Management (MiM)-
応募者6200名中、380名が毎年入学する。入学者は2年間の準備期間であるグランゼコール準備級のHEC準備級（classes préparatoires HEC）後に行われる入試（Concours）の結果によって選ばれる。基本的には3年間のプログラムであるが、通常は1年間のインターンシップを2年次と3年次の間に行う。
フィナンシャル・タイムズ
- 2021年　フランス4位、ヨーロッパ9位、世界9位
- 2023年　フランス5位、ヨーロッパ10位、世界11位

-MBA-
英国エコノミスト誌
- 2016年　フランス3位、ヨーロッパ7位、世界24位
- 2021年　世界7位
- 2022年　世界18位

ＱＳ　World University Ranking
- 2017年　フランス3位、ヨーロッパ15位、世界29位
- 2021年　世界38位
- 2022年　世界43位
- 2023年　世界45位

フィナンシャル・タイムズ
- 2018年　フランス3位、世界75位
- 2023年　世界47位
- 2016年にフランスのINSEAD（インシアード）が、Harvard Business School（ハーバードビジネススクール）を抜き、世界1位になっていることからも、フランス国内の教育水準の高さが受け取れる。

　参考：Global MBA Ranking 2016
- 1位：INSEAD（France）
- 2位：Harvard Business School（US）
- 3位：London Business School（UK）
- 4位：University of Pennsylvania（Wharton）（US）
- 5位：Stanford Graduate School of Business（US）

フランスの有名経済誌Le Point（2009年）
- 満点の100点でEDHECをフランスでトップのファイナンスプログラムと評価した。(2位は72点で名門HEC経営大学院、3位は39点でエセック経済商科大学院大学)

The Economist Intellegence Unit(2007年)
- 「Potential to Network」部門において、世界2位。

## 立地
リール近郊のほか、パリ、南仏のニース、イギリスのロンドンに校舎がある。
そのなかで南フランス（コートダジュール）のニースは、世界有数のリゾート地として知られ、その中心地のひとつでもあるニースには毎年セレブが集まる。
ニースに校舎がある理由としては、ニースから車で30分ほどのところにあるソフィア・アンティポリス（Sofia Antipolis）はヨーロッパのシリコンバレーとも呼ばれ、コンピュータや情報機器メーカー、ハイテク関連の研究所などが集積し、多文化、多国籍、多人種が集まるユニークな地域であることが起因し、技術系に強いことがある。
さらに、IBMやテキサス・インストゥルメンツ、ヒューレット・パッカード、シーメンスなど、IT業界の世界的大企業の欧州拠点もあり、1989年にフランステレコム、ヒューレット・パッカードをはじめとするテクノロジー系企業がマネージメント教育を強化するための教育機関として設立した学校であるというのも理由の一つである。

## グランゼコール
EDHEC Business Schoolは商業系の名門グランゼコールの1つである。
フランスには大学のほかに、グランゼコールと呼ばれるエリート養成学校があり、大統領、首相をはじめとした国家の要職、大企業のCEOなどはみなグランゼコール出身である。日本ではグランゼコールが大学院と訳されることがあるが、大学とはそもそも別系統であるため、ミスリーディングである。
日本で言うと大学校の位置づけに近いかもしれない。グランゼコールへの進学が許されるのは同年代の若者のほんの数％のみとされている。
グランゼコールはフランス全体で二百数十校あり、理系、行政系、商業系に分かれている。
特に、理系のエコール・ポリテクニークと行政系のENA（国立行政学院）が有名である。グランゼコールのうち商業系で名門とされているグランゼコールとして上記のHEC、EDHEC、EMLyonのほか、ESCPやESSECといった学校があり、これらもMBAプログラムを運営している。グランゼコールはフランス人にとっては非常に狭き門である。

## 著名な出身者
世界120カ国にわたり、下記の著名人を含む、2万5千人以上の卒業生を輩出している。
- Delphine Arnault (EDHEC 1998) - 取締役会長兼社長 (PDG)、LVMH
- Christian Polge (EDHEC 1989) - CEO コカ・コーラフランス
- Laurence Antoine (EDHEC 1989), CEO, キャタピラーフランス
- マイケル・バーク(Michael Burke) (EDHEC 1980), CEO, フェンディ, ブルガリ, ルイ・ヴィトン, クリスチャン・ディオール
- Philippe Léopold-Metzger (EDHEC 1977),CEO,　ピアジェ
- Jean-Pierre de Montalivet (EDHEC 1966), VP EMEA, ヘンケル
- Bruno de Pampelonne (EDHEC 1981 ), CEO, メリルリンチフランス
- Bernard Fournier (EDHEC 1962), Chairman N.E.D, Xerox Limited
- Gérard Guillemot (EDHEC 1980), CEO, ゲームロフト (ユービーアイソフト創始者)
- Geoffroy Sardin, CEO, ユービーアイソフト
- Regis Larose (EDHEC 1981), CEO, Yves Rocher
- Thierry Maraud (EDHEC 1966), Director, Bolloré
- Laurent Frexie [EDHEC 1985] Director of European Operations, ネスレ
- Eric Legros [EDHEC 1981] CEO of カルフール China
- Jean-Jacques Goldman, (EDHEC 1973) 歌手、作曲家
- Jacques Guers (EDHEC 1980) VP Xerox for Developing Market Operations
- Jérome Bruhat ジェローム・ブリュア (EDHEC 1989) - CEO, 日本ロレアル株式会社
- Dominique Conseil ドミニク・コンセイユ (EDHEC 1981) - Global Brand President, アヴェダ(AVEDA)